# Zvirče
Zvirče este o localitate din comuna Tržič, Slovenia, cu o populație de 396 de locuitori.